# Leptonetela caucasica
Leptonetela caucasica là một loài nhện trong họ Leptonetidae.
Loài này thuộc chi Leptonetela. Leptonetela caucasica được miêu tả năm 1990 bởi Dunin.